# إيفان دوغرتي
إيفان دوغرتي (بالإنجليزية: Ivan Dougherty) هو عسكري أسترالي، ولد في 6 أبريل 1907 في Leadville, New South Wales ‏ في أستراليا، وتوفي في 4 مارس 1998 في سيدني في أستراليا.